# Hocus Pocus (Band)
Hocus Pocus ist eine Hip-Hop-Gruppe, die 1995 im französischen Nantes gegründet wurde. Die Gruppe besteht zurzeit aus 20Syl (MC), DJ Greem, Hervé Godard (Bassist), David Le Deunff (Gitarrist), Thomas Faure und Guillaume Poncelet (beide Keyboard und Schlagzeug).

## Bandgeschichte
Hocus Pocus wurde 1995 von den MCs 20Syl und Cambia gegründet, die im selben Jahr das Mixtape Première Formule veröffentlichten. Im Jahr 1997 trafen sie DJ Greem und begannen mit ihm gemeinsam die Arbeit an ihrem ersten Album Seconde Formule, welches 1998 veröffentlicht wurde. Bald darauf zerstreute sich die Band allerdings, da die Zusammensetzung aus zwei MCs und einem DJ nicht funktionierte. Während 20Syl und DJ Greem weiterhin zusammenarbeiteten, stieg Cambia aus der Band aus.
2001 gründete 20Syl das Label On and On Records. Ein Jahr später schaffte Hocus Pocus den Sprung in die Öffentlichkeit, indem ihre Single Malade nach dem Sieg der Band bei der „MCM Session 2002“ veröffentlicht wurde.
Nach zwei weiteren Singleveröffentlichungen (Conscient und On & On Part II), wurde im Februar 2005 schließlich das Album 73 Touches veröffentlicht, welches 2006 mit sieben weiteren Stücken neu aufgelegt wurde.
Im Oktober 2007 veröffentlichten Hocus Pocus das Album Place 54, mit dem ihnen der Sprung in die französischen Top 20 gelang.
Im März 2010 folgte die Veröffentlichung des Albums 16 Pièces mit mehr englischsprachigen Passagen. Es erreichte ebenso wie der Vorgänger Place 54 in Frankreich Platz 13 in den Charts.

## Diskografie
- 1995: Première Formule
- 1998: Seconde Formule
- 2005: 73 Touches
- 2007: Place 54
- 2010: 16 Pièces
- 2014: The Same (20Syl) (feat. Shuko & Cl Smooth) (auf Juice-CD No 126)